# Emicode
EMICODE ist ein markenrechtlich geschütztes Umweltzeichen zur Produktklassifizierung für emissionsarme Verlegewerkstoffe und Bauprodukte. Dazu zählen u. a. Spachtelmassen, Fugendichtstoffe und Dichtstoffe, Unterlagsbahnen, Klebebänder und Parkettlacke.
Das Prüfzeichen für Umwelt- und Innenraumhygiene wird seit 1997 durch die GEV (Gemeinschaft Emissionskontrollierte Verlegewerkstoffe, Klebstoffe und Bauprodukte e. V.) an Produkte von Herstellern vergeben, die sich strengen Qualitätskontrollen sowie regelmäßigen Überprüfungen unterziehen.
EMICODE bietet unter den Gesichtspunkten des Verbraucher- und Umweltschutzes eine Orientierungshilfe bei der Beurteilung und Auswahl von bauchemischen Produkten. Das Klassifizierungssystem richtet sich an Planer, Verbraucher sowie Handwerker, ist firmenübergreifend und wettbewerbsneutral.

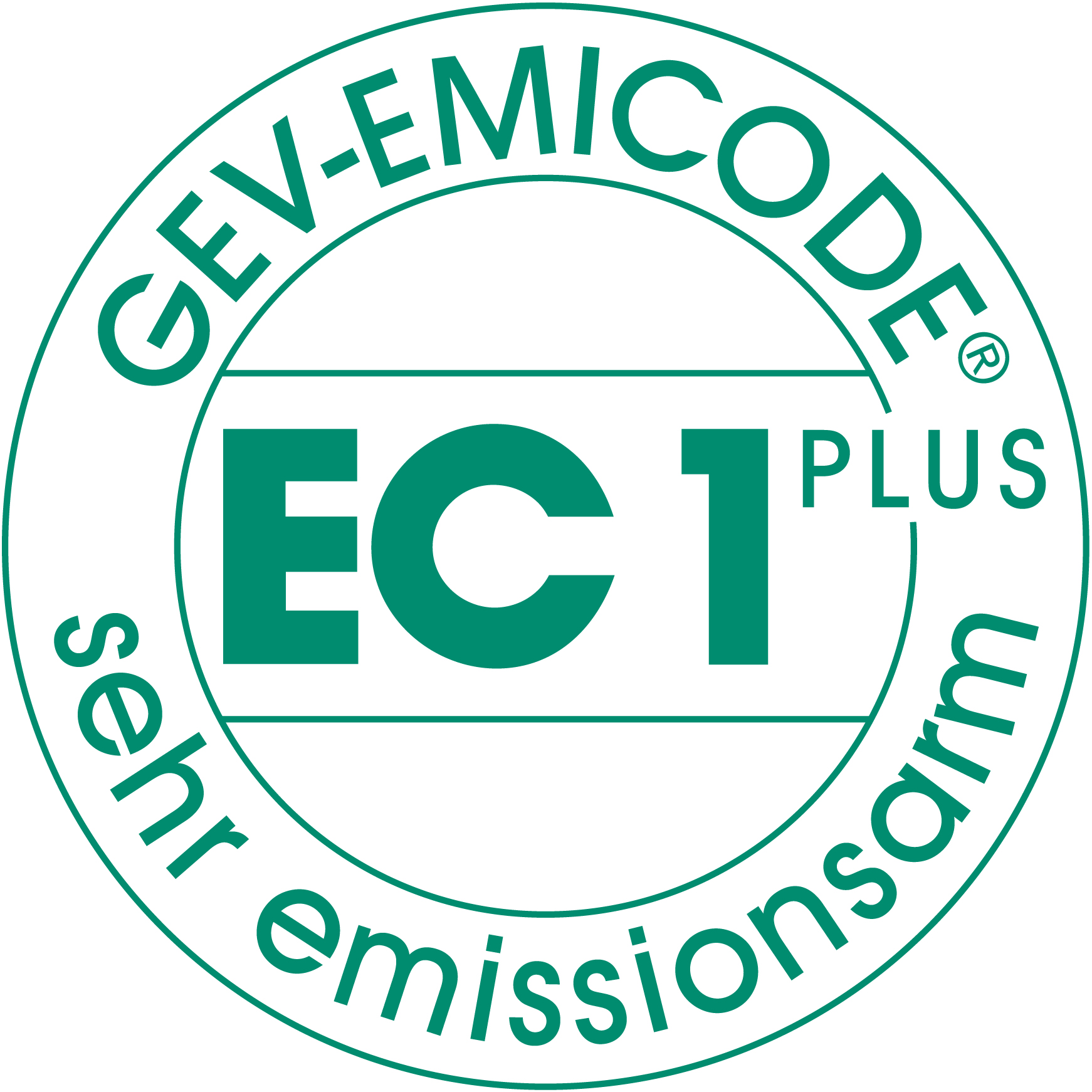
Das EMICODE-EC-1plus-Siegel

## Prüfkriterien
Der Auszeichnung liegen genaue Prüfkammeruntersuchungen und strenge Einstufungskriterien zugrunde, die ständig nach dem Stand der Technik aktualisiert werden. Sie wurden vom Technischen Beirat der GEV gemeinsam mit dem Umweltinstitut EUROFINS, dem Teppichforschungsinstitut (TFI), der Gemeinschaft umweltfreundlicher Teppichboden (GuT) und externen Fachleuten erarbeitet. Im Mittelpunkt steht die Untersuchung des Emissionsverhaltens von sogenannten flüchtigen organischen Verbindungen (VOC). Diese organischen Stoffgemische können bei Raumtemperatur aus Wand-, Decken- und Bodenbeläge ausdünsten und so in die Umgebung gelangen, wobei Verlegewerkstoffen eine besondere Relevanz haben. Bestimmte flüchtige organische Verbindungen können eine Gefahr für den menschlichen Organismus darstellen.
Zu den flüchtigen organischen Verbindungen zählen vor allem Lösungsmittel. Bei der Bewertung der Raumluftqualität spielen vor allem Menge und Art der VOC-Emissionen eine Rolle. Konzentrationen von flüchtigen organischen Verbindungen werden in mg/m³ oder μg/m³ angegeben, was einem Tausendstel bzw. Millionstel Gramm pro Kubikmeter Luft entspricht.
Für die Auszeichnung mit EMICODE muss das zu prüfende Produkt eine ganze Reihe wichtiger Grundvoraussetzungen erfüllen: Um einer der drei Kategorien zu entsprechen, muss sich die Gesamtsumme der Emissionskonzentration innerhalb der für die verschiedenen Produktgruppen festgelegten Grenzwerte bewegen. Unabhängig von ihrer Klassifizierung dürfen EMICODE-gekennzeichneten Produkten keine krebserzeugenden, erbgutverändernden oder fortpflanzungsgefährdenden Gefahrstoffe  bei der Formulierung zugegeben werden. Die Emissionen bestimmter krebserregender Stoffe werden nach 3 Tagen in der Prüfkammer geprüft und müssen unterhalb strenger Grenzwerte liegen. Ein EU-Sicherheitsdatenblatt ist Pflicht.
Einmal lizenzierte Produkte werden stichprobenartigen Kontrollen unterzogen – bei einem Verstoß kann das EMICODE-Siegel wieder aberkannt werden. Weitere Sanktionen, bis hin zum Ausschluss aus der GEV, können folgen.

## Drei Kategorien
EMICODE ist in drei Kategorien unterteilt, die jeweils eine Aussage über das Emissionsverhalten des ausgezeichneten Produkts zulassen.
- EMICODE EC 1 plus, die Exklusivklasse („sehr emissionsarm“)
- EMICODE EC 1 entspricht „sehr emissionsarm“
- EMICODE EC 2 entspricht „emissionsarm“

Die Einstufung beruht auf den analytisch ermittelten Messdaten hinsichtlich der Gesamtemissionen bei der sogenannten Kammerprüfung: Hierbei wird eine Produktprobe flächig auf einen Untergrund in einer Prüfkammer mit festgelegten Belüftungs- und Klimabedingungen aufgebracht. Das Volumen der Kammer muss mindestens 100 Liter betragen. Nach 3 Tagen und nochmals nach insgesamt 28 Tagen werden umfangreiche Luftuntersuchungen vorgenommen, damit auch schwerflüchtige Stoffe (SVOC) erfasst werden. Dabei kommen z. B. Gaschromatographie (GC) und Massenspektrometrie (MS) zum Einsatz. Diese erkennen und messen noch kleinste Spuren flüchtiger organischer Verbindungen in der Luft. Die Gesamtsumme der Emissionskonzentration (engl. Total Volatile Organic Compounds), der TVOC-Wert, ist Grundlage der EMICODE-Einstufung.